# Локач-Мали
Локач-Мали (пол. Łokacz Mały) — село в Польщі, у гміні Кшиж-Велькопольський Чарнковсько-Тшцянецького повіту Великопольського воєводства.
Населення — 380 осіб (2011).

## Демографія
Демографічна структура станом на 31 березня 2011 року:
|          | Загалом | Допрацездатний вік | Працездатний вік | Постпрацездатний вік |
| -------- | ------- | ------------------ | ---------------- | -------------------- |
| Чоловіки | 184     | 35                 | 137              | 12                   |
| Жінки    | 196     | 47                 | 128              | 21                   |
| Разом    | 380     | 82                 | 265              | 33                   |